# 杨迪铣
杨迪铣（—2025年2月6日），湖南零陵人，中国人民解放军正军职离休干部、原河南省军区司令员。

## 生平
杨迪铣1963年1月入伍，1964年8月加入中国共产党。历任战士、排长、副指导员、副教导员、教导员、团政治处主任、团长，军分区参谋长、司令员，省军区参谋长、副司令员等职。
2025年2月6日，杨迪铣因病于郑州逝世，享年82岁。讣告刊登在2025年2月22日的《解放军报》。